# Socavón de Puebla
El socavón de Puebla es un hundimiento de suelo que se produjo el 29 de mayo de 2021,  en un terreno de cultivo de Santa María Zacatepec (Puebla), a poco más de 20 kilómetros de Puebla de Zaragoza, México. Siendo el Consejo de Ciencia y Tecnología del Estado de Puebla la primera dependencia del gobierno en realizar estudios.

## Historia
El 29 de mayo de 2021 se registró, en el estado de Puebla, un hundimiento de tierra de forma circular y de 15 metros de diámetro. Este evento se reportó a Protección Civil, quienes acordonaron el área sumergida.
Cerca de la zona afectada se encontraba una vivienda perteneciente a la familia Sánchez Xalamiahua, a la que se reubicó. Al inicio no se vio afectada la propiedad; sin embargo, con el pasar de los días se pudo ver cómo el hundimiento empezó a abarcar terreno de la propiedad, y el 12 de junio de 2021 se registró el desplome de la casa, cuando el socavón ya tenía 126 metros de diámetro y 45 m de profundidad. La familia Sánchez Xalamiahua es originaria de Veracruz, llegaron a Puebla hace nueve años, vivían rentando, y dos años antes habían adquirido la propiedad y habían construido en ella.
El gobernador del estado de Puebla Miguel Barbosa Huerta, con apoyo de las autoridades del municipio de Juan C. Bonilla, acordó en un comunicado que se facilitará, a través del gobierno federal, la reubicación y construcción de una nueva vivienda para la familia Sánchez Xalamiahua, quienes fueron los afectados directos por este fenómeno natural.
Actualmente, el socavón mide 126 metros de diámetro y 45 metros de profundidad y sigue aumentando. En septiembre de 2021, elementos de la Secretaría de la Defensa Nacional (SEDENA) se retiraron del lugar después de tres meses.

## Investigaciones
Según el Consejo de Ciencia y Tecnología del estado de Puebla, la causa probable fue un colapso estructural del manto freático. 
No se ha determinado una causa oficial de este suceso, sin embargo, han surgido varias hipótesis por parte de investigadores, como la sobreexplotación de recursos hídricos de los mantos.
Investigadores del Instituto de Geofísica de la UNAM alertaron de que vibraciones tan leves como las que causa una persona al caminar o hablar, pueden provocar que el socavón de Puebla se extienda aún más.
También explicaron que la inestabilidad del socavón se explica por varias razones. Una de ellas, son las paredes muy verticales de este agujero y la temporada de lluvias. 
A partir del estudio realizado por el Instituto Politécnico Nacional (IPN), hace alusión a varios factores.
- Susceptibilidad erosiva en el subsuelo
- Flujos subterráneos naturales por gradiente hidráulico.
- Sobreexplotación de pozos.

## Los perros Spay y Spike
El 10 de junio de 2021 se reportó la caída de 2 perros llamados "Spay" y "Spike" al interior del socavón, y que se encontraban con vida atrapados en el interior. Al principio, el gobernador Miguel Barbosa Huerta había descartado que existieran condiciones para rescatar al par de perros, horas después, usuarios de redes sociales lanzaron una petición en Change.org que consiguió alrededor de 35,000 firmas y emprendieron una campaña en redes sociales con imágenes que exigían al Gobierno de Puebla salvar a los animales.
Horas después, un grupo de miembros de bomberos estatales de Puebla y Protección Civil realizaron una maniobra de rescate para salvar a ambos perros. Después de la operación de rescate que terminó siendo un éxito, se reportó que el par de caninos se encontraban a salvo y bajo “valoración médica”.
El 22 de junio de 2021 la asociación de rescate animal URSVA Puebla comunicó que un tercer perro fue ubicado en el interior del socavón por medio de un sobrevuelo en dron. La noticia se popularizó en redes sociales y se volvió a hacer un llamado para auxiliar al canino; sin embargo, al día siguiente, las autoridades poblanas informaron que el perro no fue localizado tras una inspección matutina y adujeron que pudo haber entrado y salido por su propia cuenta.